# Марія Крістіна Савойська
Блаженна Марія Крістіна Савойська (італ. Maria Cristina di Savoia), повне ім'я Марія Крістіна Карлотта Джузеппа Гаетана Ефізія Савойська (італ. Maria Cristina Carlotta Giuseppa Gaetana Efisia di Savoia; 14 листопада 1812 — 31 січня 1836) — сардинська принцеса з Савойського дому, донька короля Сардинії Віктора Емануїла I та австрійської ерцгерцогині Марії Терези, дружина короля Обох Сицилій Фердинандо II, матір короля Обох Сицилій Франческо II. Була відома в народі як «Свята королева». Беатифікована католицькою церквою 25 січня 2014 року.
На її честь була названа цитадель Форт Марії Крістіни в Оссуа.

## Біографія

### Ранні роки
Народилась 14 листопада 1812 року в Кальярі. Столиця королівства, Турин, в той час була окупована наполеонівськими військами. Була сьомою дитиною та шостою донькою в родині короля Сардинії Віктора Емануїла та його дружини Марії Терези Австрійської-Есте. Мала старших сестер Марію Беатріче, Марію Терезу та Марію Анну. Інші діти померли в ранньому віці до її народження.

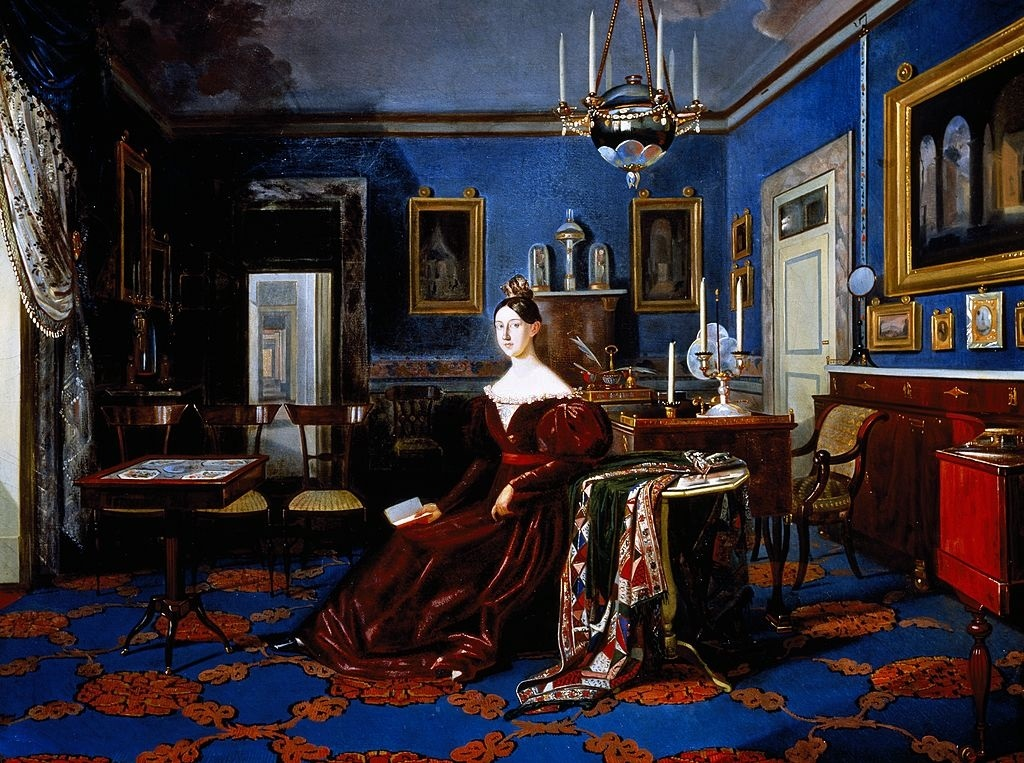
Портрет пензя Карло ді Фалько

Отримала освіту відповідну її рангу при дворі в Турині, куди із матір'ю та сестрами прибула у 1815 році. Батько у 1821 році зрікся престолу на користь брата Карло Феліче. Певний час родина мешкала в Ніцці, після чого оселилися в замку Монкальєрі поблизу Турина. У 1824 році Віктор Емануїл пішов з життя. Матір більше не одружувалася.
У святий рік 1825 тринадцятирічна принцеса здійснила паломництво до Риму. У місцевому паломницькому притулку церкви Santissima Trinità dei Pellegrini омивала ноги звичайних прочан і прислуговувала їм. Під час подорожі вела щоденник, який свідчить про її глибоке благочестя. Після повернення оселилася у палаццо Турсі в Генуї. Новий король Карло Альберто згодом наказав їй повернутися до Турина. Дівчина мала намір стати черницею, однак духівник вмовив її не слідувати цьому. Звістку про свій майбутній шлюб із сицилійським принцом Фердинандо сприйняла як Божу волю.
Баронеса Олімпія Савіо змальовувала Марію Крістіну як вродливу серйозною та ніжною красою, високою, із білим кольором обличчя та великими виразними очима. В її характері відмічали боязкість, сором'язливість, скромність і стриманість, а також надзвичайну релігійність. У 1830 році відбулися заручини дівчини із кронпринцом Обох Сицилій Фердинандо. Наречений у тому ж році став королем.

### Королева Обох Сицилій
У 20-річному віці принцеса взяла шлюб із 22-річним королем Обох Сицилій Фердинандо II. Весілля відбулося 21 листопада 1832 року в святилищі Богоматері Аквасанти поблизу Генуї. 26 листопада молодята вирушили до Неаполя, куди прибули 30-го. Під проливним дощем їх зустрічав лікуючий натовп.

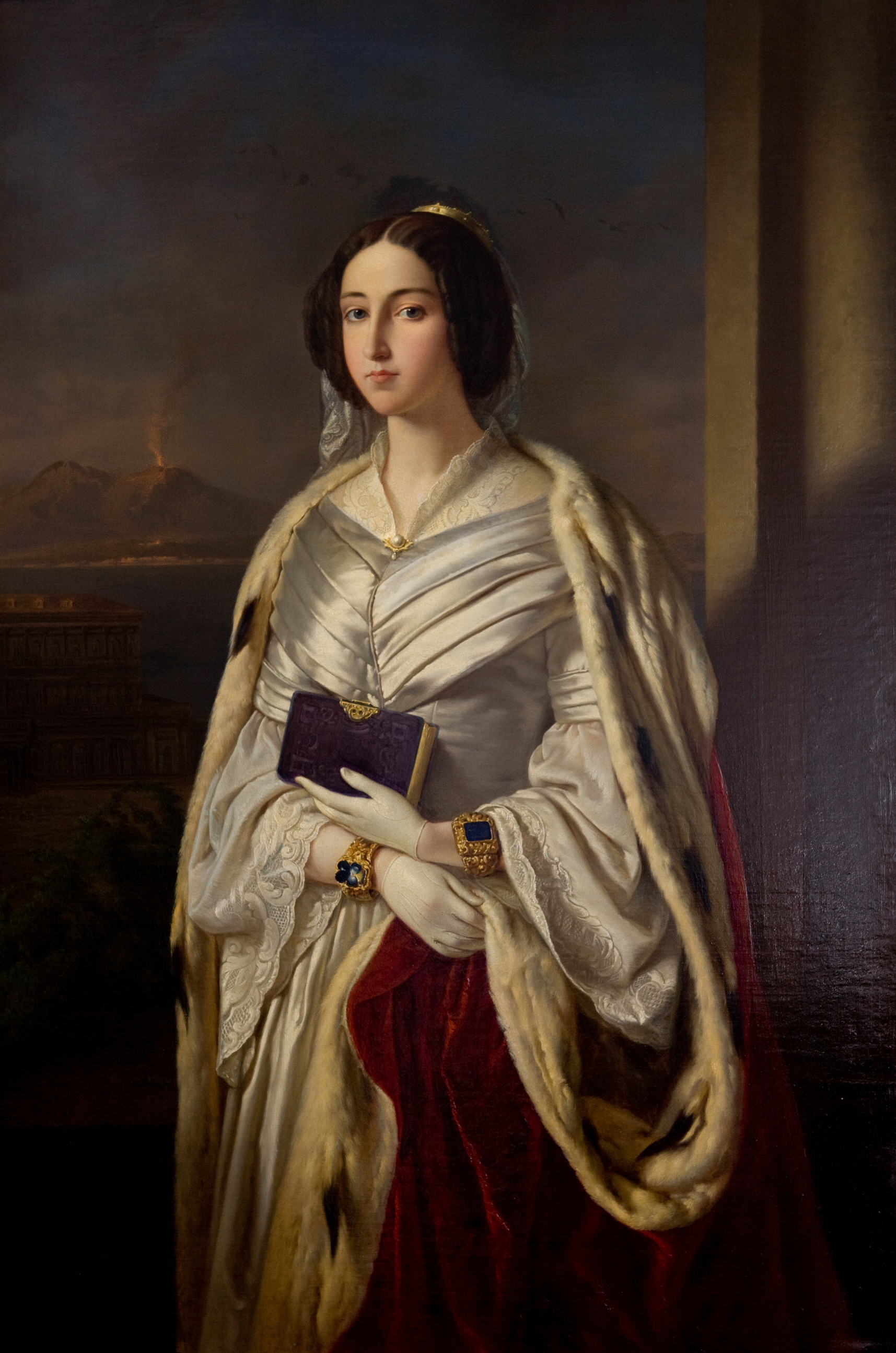
Портрет Марії Крістіни пензля невідомого майстра

Подружжя мало надзвичайно різні темпераменти і не було щасливим. Так само, жінка не почувала себе комфортно при дворі, хоча й потоваришувала із зовицею Марією Антонієттою. Втім, вже за сім місяців та відбула до Тоскани, де стала дружиною великого герцога Леопольда II. Марія Крістіна писала з цього приводу: «Для мене було великим засмученням розлучитися із моєю зовицею Антонієттою, яка є такою доброю і з якою у нас вже склалася близька дружба».
Марія Крістіна часто хворіла, але переносила всі труднощі дуже терпляче. Була популярною серед підданих через свою скромність і смирення. Кожного дня читала Біблію та Наслідування Христу, а також відвідувала месу та читала Розарій. Її релігійність незабаром стала відома як у палаці, так і серед простого люду. Проїжджаючи вулицями каретою, обов'язково зупинялася, зустрічаючи священника з віатікумом, і ставала на коліна на землю, навіть у бруді вулиць того часу. Частину грошей, призначених для святкування її шлюбу, використала для додання посагу 240 молодим нареченим.
За всі роки, доки Марія Крістіна була консортом, їй вдалося запобігти усім смертним вирокам і «доки вона була жива, усі засуджені до смертної кари були прощені». У політику не втручалася, присвячуючи свою діяльність благодійності, спрямованій на бідних та нужденних.
Невпинно молячись про народження дитини, за три роки після весілля змогла завагітніти, останні місяці очікування дитини провела у палаці Портічі. Мала передчуття про свою смерть і у листі до сестри Марії Терези писала, що «їде до Неаполя, аби народити та померти». 16 січня народила сина Франческо (1836—1894) — наступний король Обох Сицилій у 1859—1861 роках, був одруженим із герцогинею Баварською Марією, мав єдину доньку, що померла немовлям.
Пішла з життя 31 січня 1836 року від ускладень пологів.
Була урочисто похована 8 лютого. Відразу почалося стихійне шанування її гробниці у Санта-К'ярі, а її будуар у Королівському палаці був перетворений на меморіальну каплицю.
Процес беатифікації королеви почався у травні 1859 року, коли Папа Пій IX визнав Марію Крістіну Високоповажною (італ. Venerabile). У 1958 році було оголошено, що тіло Преподобної за минувші роки не постраждало і залишилося нетлінним. 2 травня 2013 року на Конгрегації в справах святих папа Франциск визнав диво, здійснене нею. Марія Кістіна була беатифікована 25 січня 2014 року в Неаполі, в базиліці Санта-К'яра, де поховане її тіло.

## Нагороди
- Орден Королеви Марії Луїзи № 198 (17 серпня 1820) (Іспанія).

## Титули та звертання

### Прижиттєво
- 14 листопада 1812—21 листопада 1832 — Її Королівська Високість Принцеса Марія Крістіна Савойська, Принцеса Сардинії;
- 21 листопада 1832—21 січня 1836 — Її Величність Королева Обох Сицилій.

### Посмертно
- 10 липня 1872—6 травня 1937 — Слуга Божа Марія Крістіна Савойська, Королева Обох Сицилій;
- 6 травня 1937—25 січня 2014 — Преподобна Слуга Божа Марія Крістіна Савойська, Королева Обох Сицилій;
- 25 січня 2014 — дотепер — Блаженна Марія Крістіна Савойська, Королева Обох Сицилій.